# Soumbat II d'Artanoudji-Calarzène
Soumbat II d'Artanoudji-Calarzène (en géorgien : სუმბატ II ; mort en 988) est un prince géorgien régnant sur la principauté d'Artanoudji-Calarzène (nord-est de la Turquie actuelle) de 943 à 988. Membre de la dynastie des Bagrations, il reste connu comme un bon souverain qui garde ses domaines dans l'ordre et le calme durant près d'un demi-siècle.

## Biographie
Soumbat Davitisdze Bagration est l'unique fils du prince d'Artanoudji-Calarzène David Ier le Grand (r. 889-943). Les informations sur sa vie étant rares, il reste difficile d'établir une biographie de Soumbat, mais on sait qu'il parvient à accéder au trône en janvier ou février 943, à la suite de l'abdication de son père, qui se fait moine en sa faveur.
Les Chroniques géorgiennes se souviennent de ce prince sous le glorieux titre de eristav des eristavs, ou « prince des princes » ; ce même titre lui est conféré dans la Vie de Grigol Khandzteli, ouvrage hagiographique du Xe siècle. Un manuscrit des Évangiles retrouvé dans le monastère de Parkhali (Turquie actuelle) le nomme plus simplement eristavi, ou « duc ». Son long règne de 45 ans se révèle être calme et aucun évènement majeur ne se produit dans ses domaines, qui s'étendent sur les régions géorgiennes de Nigali, Adjarie et Klardjeti (avec pour centre politique la ville d'Artanoudji). Les chroniques mentionne Soumbat II comme un « homme juste ».
Soumbat II d'Artanoudji-Calarzène meurt en 988. Il laisse alors ses domaines à son fils aîné David II. Sa mort est suivie par celle de son fils cadet Bagrat, quarante jours plus tard.

## Famille et descendance
D'après l'œuvre de Constantin VII Porphyrogénète, De Administrando Imperio, Soumbat II épouse sa cousine germaine paternelle, la fille de Bagrat Ier d'Artanoudji-Calarzène (r. 889-900). Ensemble, le couple donne naissance à trois fils :
- David Bagration (mort en 993), prince d'Artanoudji-Calarzène (988-993) ;
- Bagrat Bagration (mort en 988) ;
- Ascot (mort en 954).